# Borg de Guelh
Borg de Guelh(francès Bourg-d'Oueil) és un municipi occità de Comenge, a Gascunya, situat en el departament de l'Alta Garona, a la regió d'Occitània.